# Кени није мртав
Кени није мртав (скраћено Кенији или КНМ) српска је музичка група из Крушевца. Жанровски се сврстава у панк рок, поп панк и алтернативни рок.
Групу су 2017. године основали гитариста и фронтмен Матеја Ђокић, басиста Матија Пешић и бубњар Сава Томић. Кенији су пажњу на себе скренули на разним свиркама и музичким фестивалима широм Србије и региона, укључујући Концерте на Зидићу, Београдски фестивал пива, Нишвил и Егзит. Њихова песма Самодисциплина нашла се у финалу конкурса за Награду Милан Младеновић 2021. године. Бенд је често описан као „један од концертно најактивнијих бендова у региону.”
Дебитантски албум групе, Ајмо да плешемо, објављен је у новембру 2021. године за Mascom Records. Изласку албума претходили су синглови Венецијанери, Самодисциплина и Ветар.

## Историја

### Почеци и основни подаци
Групу су 2017. године основала три средњошколска друга: Матеја Ђокић, Матија Пешић и Сава Томић. Идеја о оснивању бенда настала је са Матејом, који је имао циљ оснивања бенда па је због тога: „Питао сваког јебеног човека у Крушевцу који свира неки инструмент, чак и Матију и Саву.” Пре оснивања бенда Матеја и Матија су се аматерски бавили свирањем, инспирисани музиком састава као што су Six Pack, Korn, Slipknot и Limp Bizkit. Сава је са седамнаест година одустао од спорта и почео да се бави музиком, инспирисан албумом Фила Колинса. Сава је поред свирања бубњева, преузео и улогу продуцента бенда и продуцирао је скоро све песме бенда са дебитантског албума бенда, Ајмо да плешемо. Прва песма која је настала за бенд Кени није мртав носила је назив ПБР (скраћено од Пар бесмислених речи) и њу је Матеја написао у средњој школи.
Назив бенда представља алузију на понављајућу шалу из америчког анимираног ситкома Саут Парк, у коме један од главних ликова, Кени Макормик, умире на разне грозоморне начине. Кенији су у интервјуу за Дом омладине Београда о бирању имена бенда рекли: "Кени је панк, панк није мртав, Кени није мртав." Матеја је касније у интервјуу за сајт Балканрок у оквиру серијала Balkanrock Sessions  допунио причу о настанку имену и о њему рекао: "Имали смо групни чет, договарали смо се за пробу. Матија је чет назвао Кени није мртав, много воли серију Саут Парк и нама се свидело. То је то, и дан данас смо Кени није мртав."
Прва свирка коју је бенд имао била је у Крушевцу у оквиру догађаја Гризлијада у августу 2017. године.
Група је заједно са саставом Драм и кантаутором Иваном Јегдићем почетком 2020. кренула на турнеју „Резидента нових аутора”, која је нагло прекинута због пандемије ковида 19.

### Ајмо да плешемо(2021)

#### Објављивање албума
Дебитантски албум бенда објављен је у 5. новембра 2021. године путем интернета у издању издавачке куће Mascom Records. Издавању албума су претходили синглови Венецијанери, Самодисциплина и Ветар. У децембру исте године, бенд је објавио спотове за песме Самодисциплина, Ајмо да плешемо и Ветар. Албум су продуцирали Горан Антовић и Дејан Вучковић. Ради промовисања албума, Кени није мртав је започео турнеју која је почела у Љубљани, одакле се наставила наступима у Београду, Бијељини, Новом Саду, Нишу, Сарајеву, Мостару и Крушевцу. У интервјуу за Недељник о албуму Матеја је рекао: „Избацујемо албум који ће бити ново виђење панка, ако не легне најбоље, променићемо реч. Зашто се давити у терминима?” Звук албума Ајмо да плешемо је поред елемената панк музике имао и елементе поп-панка и алтернативног рока. У разговору за сајт Балканрок о еволуцији њиховог звука, Матеја је рекао: 
„Почело је селидбом у Београд, тада крећемо да слушамо и другу музику која је створена у Београду, која пристаје сваком призору и доживљају који доживиш [...] Ми смо живели заједно, као седимо на тераси, нећемо сигурно слушати панк и Гоблине, слушаћемо The Smiths. И тако креће друга епоха, што се тиче албума. Написали смо песму Венецијанери и то је прва песма која, и даље је панк рок, али није оно што смо свирали некад. То више није онај Кени није мртав на који смо ми навикли, а више смо ми него икад.” 
Насловницу албума је дизајнирао српски графички дизајнер и фотограф Страхиња Вукић. На слици је Страхињин брат Аљоша, усликан аналогним фотоапаратом 2020. године на кућној журци у њиховом породичном стану. У интервјуу за онлајн-магазин Трећи свијет о избору фотографије, фронтмен бенда Матеја Ђокић рекао је: „Фотографија нас је привукла због две ствари; на њој је дечак, свака песма је писана из перспективе унутрашњег дечака, и боје позадине, која савршено описује мелодије које Кени ствара под сањарским прстима.”

#### Реакција критичара
Реакција критичара и публике на албум су биле претежно позитивне. Михаела Бојић за Универзитетски одјек је написала да је албум: „Савршен за јесен, кишу и вожњу аута док око вас нијансе прелазе из зелене у жуту.” Драган Амброзић је за сајт Nova.rs написао да је албум „пун искрених тренутака” и да су Кени није мртав показали потенцијал да „надрасту жанр и садашњи статус омиљене тинејџерске тајне, замењујући је за позицију општеприхваћеног бенда.” Младен Милошевић новинар за Балканрок је дао албуму оцену 8 на скали од 1 до 10 и написао је: „Ово је албум који ће вас у исто време загрлити, али и ударити у нос.” Милошевић је упоредио звук албума са музиком бендова Bloc Party и The Strokes и похвалио је песме Ајмо да плешемо, Ветар и Зажмури, али је сматрао да је песма Венецијанери: „потпуни промашај.”
Ајмо да плешемо се пронашао на неколико листи најбољих албума 2021. године укључујући  листу „25 најбољих регионалних албума 2021. године” у издању Балканрока и листу „Најбољи страни и домаћи албуми године 2021.” у издању магазина Стереолаб.  На листи „Нови албуми које треба послушати” у издању онлајн магазина Noizz Ајмо да плешемо је описан као свеж и о њему је написано: „Уз правилну пропраћеност у медијима каои [sic] свирке широм региона, Ајмо да плешемо може да постане култни класик међу клинцима [...] јер испод енергије, брзине и дисторзије куца велико срце са свим проблмеима [sic] и радовањима које млад човек може да разуме и проживљава.”
Сингл са албума, Самодисциплина, номинован је за Награду „Милан Младеновић”. На трећој додели награда Music Awards Ceremony песма Ајмо да плешемо је номинована за најбољу рок нумеру.

### Даљи пројекти
Крајем фебруара 2023. године, бенд је најавио излазак сингла Под твојим прстима са њиховог предстојећег албума. Објављивању сингла је претходило појављивање Матије Пешића у емисији Бунт на каналу РТС 2. Сингл је објављен десетог марта на свим музичким платформама у издању издавачке куће Mascom Records, која је упоредила звук сингла са бендовима Måneskin, Panic! at the Disco, Muse, Franz Ferdinand и Обојени програм. На синглу су радили српски продуцент Мета и амерички продуцент Џоел Ванасек. У интервјуу са онлајн магазином Облакодер, бенд је о њиховој музичкој еволуцији рекао: 
„Кенија доживљавамо као бренд у наша четири зида. Кени је константно преиспитивање и раст, свежина и смелост. Ново и другачије овај пут као и сваки следећи.”
И додали су о инспирацији за сингл:
„Песме на прошлом албуму су писане из перспективе самотњака, о његовој реинкарнацији и осветљавању боја око себе. А сад је, ето, дошао дотле да више није толико сам и сив, па само пише о ономе о чему мисли, на шта смо већ навикли, рекао бих.”

## Чланови

### Садашњи чланови
- Матеја Ђокић — гитара, вокал
- Матија Пешић — бас-гитара, пратећи вокал
- Сава Томић — бубањ

## Дискографија

### Студијски албуми
- Ајмо да плешемо (2021)

## Награде и номинације
- Награда „Милан Младеновић”

| Година | Номиновано дело | Исход      |
| ------ | --------------- | ---------- |
| 2021.  | Самодисциплина  | Номинација |

- Додела награда Music Awards Ceremony (MAC)

| Година | Категорија | Номиновано дело | Исход      |
| ------ | ---------- | --------------- | ---------- |
| 2023.  | Рок нумера | Ајмо да плешемо | Номинација |